# Evolution Skateboarding
Evolution Skateboarding es un videojuego de deportes lanzado por Konami para la GameCube y PlayStation 2 en 2002. Incluye varios skaters populares como Rick McCrank, Arto Saari, Kerry Getz y Danny Way. También cuenta con un creador de skater, y la capacidad de desbloquear al personaje con el cual el jugador haya completado el juego. Existen sets de canciones de niveles específicos como un rémix de metal del tema de Metal Gear Solid, y un tema de Castlevania luego de desbloquear al Vampire Hunter. Los niveles son desbloqueados cumpliendo una cierta cantidad de objetivos, como recolectar ítems como botas y otros objetos, hacer trucos en ciertas áreas del nivel, o hacer grinds en una cierta cantidad de metros. El motor de Evolution Skateboarding fue utilizado en el modo extra de skateboarding incluido en la versión de PlayStation 2 de Metal Gear Solid 2: Substance en 2003.

## Skaters destacados
Skaters iniciales
- Arto Saari
- Danny Way
- Colin McKay
- Stevie Williams
- Rick McCrank
- Kerry Getz
- Chris Senn

Skaters desbloqueables
- Gorilla
- Raiden
- Unknown
- Solid Snake
- Frogger
- Gurlukovich 1
- Vampire Hunter
- Gurlukovich 2
- Gray

## Banda sonora
- H2O - «Role Model«
- Stereo MC's - «Graffiti Part One»
- Primus - «Harold of the Rocks»
- Primus - «Mr Knowitall»
- Primus - «Pudding Time»
- cKy - «The Human Drive in Hi-Fi»
- The Turbo A.C.'s - «Hit and Run»
- Hotwire - «Not Today»
- Agent Orange - «Let It Burn»
- Default - «Slow Me Down»
- Unwritten Law - «Evolution»
- Ill Niño - «Unreal»
- The Dickies - «Elevator»
- Kurtis Mantronik - «Baby, You Blow My Mind»
- Peanut Butter Wolf - «Devotion»

## Recepción
El juego recibió reseñas «desfavorables» en ambas plataformas de acuerdo al sitio web de
agregación de reseñas Metacritic. La mayoría lo considera una copia de la serie de juegos de skate de Tony Hawk.[cita requerida] En Japón, sin embargo, Famitsu le dio a ambas versiones un puntaje de 31 de 40.